# 나영석의 프로그램 목록
이 문서는 나영석이 연출한 프로그램을 나열한 것이다.

## 방송중, 방송완료
| 연도          | 방송사 | 제목 | 담당 | 비고       |
| ------------- | ------ | --- | ---- | ---------- |
| 2023년        | tvN    | 《서진이네》                                                                                               | 연출 |            |
|               | tvN    | 《삼시세끼》어촌 6편                                                                                       | 연출 |            |
| 2022년        | tvN    | 《뿅뿅 지구오락실》                                                                                        | 연출 |            |
| 2021년        | tvN    | 《출장 십오야》                                                                                            | 연출 |            |
| 2021년        | tvN    | 《뒤돌아보지 말아요》                                                                                      | 연출 |            |
| 2021년        | tvN    | 《윤스테이》                                                                                               | 연출 | 윤식당 3편 |
| 2020년        | tvN    | 《나홀로 이식당》                                                                                          | 연출 | 출연       |
| 2020년        | tvN    | 《여름방학》                                                                                               | 연출 | 출연       |
| 2020년        | tvN    | 《달나라 공약이행 프로젝트 1탄 자급자족 초고속 합숙라이프 삼시네세끼》                                     |      |            |
| 2020년        | tvN    | 《마포멋쟁이》                                                                                             | 연출 |            |
| 2020년        | tvN    | 《금요일 금요일 밤에》                                                                                     | 연출 |            |
| 2019년        | tvN    | 《라끼남》                                                                                                 | 연출 |            |
| 2019년        | tvN    | 《삼시세끼 - 아이슬란드 간 세끼》                                                                          | 연출 |            |
| 2019년        | tvN    | 《스페인 하숙》                                                                                            | 연출 |            |
| 2018년        | tvN    | 《숲속의 작은 집》                                                                                         | 연출 |            |
| 2017년~2019년 | tvN    | 《강식당》1~3편                                                                                            | 연출 |            |
| 2017년~2018년 | tvN    | 《알아두면 쓸데없는 신비한 잡학사전》 1~3편                                                                | 연출 |            |
| 2017년~2018년 | tvN    | 《윤식당》 1~2편                                                                                           | 연출 |            |
| 2017년        | tvN    | 《신혼일기》 1~2편                                                                                         | 연출 |            |
| 2015년~2020년 | tvN    | 《신서유기》 1~8편                                                                                         | 연출 |            |
| 2014년~2020년 | tvN    | 《삼시세끼》 정선 1~2편,어촌 1~5편, 고창 편, 바다목장 편, 산촌 편                                          | 연출 |            |
| 2014년~2017년 | tvN    | 배낭여행 프로젝트 3탄 《꽃보다 청춘》 페루 편, 라오스 편, 아이슬란드 편, 아프리카 편, 서호주 편            | 연출 |            |
| 2013년        | tvN    | 배낭여행 프로젝트 2탄 《꽃보다 누나》 터키-크로아티아 편                                                   | 연출 |            |
| 2013년~2018년 | tvN    | 배낭여행 프로젝트 1탄 《꽃보다 할배》 유렵-대만 편, 스페인 편, 그리스 편, 동유렵-독일, 체코, 오스트리아 편 | 연출 |            |
| 2023년~현재   | 유튜브 | 《소통의 神》                                                                                              | 연출 |            |
| 2023년~현재   | 유튜브 | 《나영석의 나불나불》                                                                                      | 연출 |            |
| 2023년~현재   | 유튜브 | 《나영석의 와글와글》                                                                                      | 연출 |            |

## 계획중
- 아이돌 합창단
- 당신을 인터뷰
- 꽃보다 누나 2편
- 응답하라 발라더
- 동갑내기 한달살기
- CAFE 꽃보다 할배
- 삼시세끼 쉐프 편
- 제빵왕 이탁구
- 뉴트로 예능 아이돌 삼시대첩
- 천하장사 만만세
- 센트럿 마켓
- 구경 좀 할게요
- 6시 남의 고향
- 신서유기 시즌9